# Pyrogallolrot
Pyrogallolrot ist ein Triphenylmethanfarbstoff und gehört zur Gruppe der Sulfonphthaleine. Es findet Verwendung als Indikator in der Komplexometrie. Sein Phthalein-Analogon ist das Pyrogallolphthalein. Durch Bromierung kann das Brompyrogallolrot dargestellt werden.

## Darstellung und Gewinnung
Die Synthese des Farbstoffes erfolgt in einer Friedel-Crafts-Acylierung durch die Umsetzung von Sulfobenzoesäureanhydrid mit Pyrogallol in Gegenwart von mit Titan dotierten Zink(II)-chlorid.

## Eigenschaften und Verwendung
Pyrogallolrot dient vor allem zur Bismutbestimmung im salpetersauren Medium (pH 2–3); dabei erfolgt ein Farbumschlag von Rot nach Orangegelb. Ferner kann Blei im schwach saurem Medium in Gegenwart eines Natriumacetatpuffers bestimmt werden. Die Bestimmung von Nickel und Cobalt ist im schwach alkalischen Medium (pH 8,9; NH3/NH4+) durchführbar. Pyrogallolrot ist in Wasser schlecht löslich, zur Titration wird eine Lösung in 50%igem Ethanol verwendet.